# Draft NBA 1993
Il Draft NBA 1993 si è svolto il 30 giugno 1993 ad Auburn Hills, Michigan.
Molti i talenti scelti alle prime posizioni, ma infortuni o problemi caratteriali hanno limitato molto la loro crescita e/o consacrazione. Anfernee Hardaway, Allan Houston e Jamal Mashburn, ad esempio, potevano essere considerati dei sicuri Hall of Famers in prospettiva prima di essere frenati dagli infortuni. Isaiah Rider, Vin Baker, furono limitati da problemi di natura essenzialmente caratteriale. Un Bobby Hurley, poi, scelto dai Kings col numero 7, ebbe la carriera stroncata da un incidente stradale patito nel dicembre dello stesso anno.
Di prime scelte, i soli Chris Mills, Ervin Johnson e Sam Cassell sono riusciti in una carriera di successo oltre i dieci anni di attività. Paradossalmente (ma non è il primo caso), molti dei cestisti che hanno avuto una solida carriera sono stati scelti al secondo giro (Lucious Harris, l'all-star Nick Van Exel, Bryon Russell, Chris Whitney) o, addirittura, non scelti (Bruce Bowen, Bo Outlaw, David Wesley, Aaron Williams).

## Giocatori scelti al 1º giro
|   | Indica un giocatore che è stato inserito nella Naismith Memorial Basketball Hall of Fame                 |
|   | Indica un giocatore che è stato selezionato per almeno un All-Star Game ed è inserito in un All-NBA Team |
|   | Indica un giocatore che è stato selezionato per almeno un All-Star Game                                  |
| * | Indica il giocatore che ha vinto il titolo di Rookie of the Year                                         |
|   | Indica un giocatore che non ha mai giocato una partita in NBA                                            |

| Scelta | Giocatore               | Nazionalità | Squadra NBA                                 | Scuola/ex squadra |
| ------ | ----------------------- | ----------- | ------------------------------------------- | ----------------- |
| 1      | Chris Webber (PF) *     | Stati Uniti | Orlando Magic (scambiato a Golden State)    | Michigan          |
| 2      | Shawn Bradley (C)       | Stati Uniti | Philadelphia 76ers                          | Brigham Young     |
| 3      | Penny Hardaway (G)      | Stati Uniti | Golden State Warriors (scambiato a Orlando) | Memphis State     |
| 4      | Jamal Mashburn (SF)     | Stati Uniti | Dallas Mavericks                            | Kentucky          |
| 5      | Isaiah Rider (SG)       | Stati Uniti | Minnesota Timberwolves                      | UNLV              |
| 6      | Calbert Cheaney (SG/SF) | Stati Uniti | Washington Bullets                          | Indiana           |
| 7      | Bobby Hurley (PG)       | Stati Uniti | Sacramento Kings                            | Duke              |
| 8      | Vin Baker (PF)          | Stati Uniti | Milwaukee Bucks                             | Hartford          |
| 9      | Rodney Rogers (PF)      | Stati Uniti | Denver Nuggets                              | Wake Forest       |
| 10     | Lindsey Hunter (PG)     | Stati Uniti | Detroit Pistons (da Miami)                  | Jackson State     |
| 11     | Allan Houston (SG)      | Stati Uniti | Detroit Pistons                             | Tennessee         |
| 12     | George Lynch (SF)       | Stati Uniti | Los Angeles Lakers                          | North Carolina    |
| 13     | Terry Dehere (SG)       | Stati Uniti | Los Angeles Clippers                        | Seton Hall        |
| 14     | Scott Haskin (PF)       | Stati Uniti | Indiana Pacers                              | Oregon State      |
| 15     | Doug Edwards (SF)       | Stati Uniti | Atlanta Hawks                               | Florida State     |
| 16     | Rex Walters (SG)        | Stati Uniti | New Jersey Nets                             | Kansas            |
| 17     | Greg Graham (SG)        | Stati Uniti | Charlotte Hornets                           | Indiana           |
| 18     | Luther Wright (C)       | Stati Uniti | Utah Jazz                                   | Seton Hall        |
| 19     | Acie Earl (C)           | Stati Uniti | Boston Celtics                              | Iowa              |
| 20     | Scott Burrell (SF)      | Stati Uniti | Charlotte Hornets (da San Antonio)          | Connecticut       |
| 21     | James Robinson (SG)     | Stati Uniti | Portland Trail Blazers                      | Alabama           |
| 22     | Chris Mills (SF)        | Stati Uniti | Cleveland Cavaliers                         | Arizona           |
| 23     | Ervin Johnson (C)       | Stati Uniti | Seattle SuperSonics                         | New Orleans       |
| 24     | Sam Cassell (PG)        | Stati Uniti | Houston Rockets                             | Florida State     |
| 25     | Corie Blount (PF)       | Stati Uniti | Chicago Bulls                               | Cincinnati        |
| 26     | Geert Hammink (C)       | Paesi Bassi | Orlando Magic (da New York)                 | Louisiana State   |
| 27     | Malcolm Mackey (PF)     | Stati Uniti | Phoenix Suns                                | Georgia Tech      |

## Giocatori scelti al 2º giro
| Scelta | Giocatore            | Nazionalità | Squadra NBA            | Scuola/ex squadra        |
| ------ | -------------------- | ----------- | ---------------------- | ------------------------ |
| 28     | Lucious Harris (PG)  | Stati Uniti | Dallas Mavericks       | Long Beach State         |
| 29     | Sherron Mills (F/C)  | Stati Uniti | Minnesota Timberwolves | Virginia Commonwealth    |
| 30     | Gheorghe Mureșan (C) | Romania     | Washington Bullets     | Pau-Orthez (Francia)     |
| 31     | Evers Burns (F)      | Stati Uniti | Sacramento Kings       | Maryland                 |
| 32     | Alphonso Ford (SG)   | Stati Uniti | Philadelphia 76ers     | Mississippi Valley State |
| 33     | Eric Riley (C)       | Stati Uniti | Dallas Mavericks       | Michigan                 |
| 34     | Darnell Mee (SG)     | Stati Uniti | Golden State Warriors  | Western Kentucky         |
| 35     | Ed Stokes (C)        | Stati Uniti | Miami Heat             | Arizona                  |
| 36     | John Best (F/C)      | Stati Uniti | New Jersey Nets        | Tennessee Tech           |
| 37     | Nick Van Exel (PG)   | Stati Uniti | Los Angeles Lakers     | Cincinnati               |
| 38     | Conrad McRae (PF)    | Stati Uniti | Washington Bullets     | Syracuse                 |
| 39     | Thomas Hill (SG/SF)  | Stati Uniti | Indiana Pacers         | Duke                     |
| 40     | Rich Manning (C)     | Stati Uniti | Atlanta Hawks          | Washington               |
| 41     | Anthony Reed (F)     | Stati Uniti | Chicago Bulls          | Tulane                   |
| 42     | Adonis Jordan (PG)   | Stati Uniti | Seattle SuperSonics    | Kansas                   |
| 43     | Josh Grant (PF)      | Stati Uniti | Denver Nuggets         | Utah                     |
| 44     | Alex Holcombe (C)    | Stati Uniti | Sacramento Kings       | Baylor                   |
| 45     | Bryon Russell (SF)   | Stati Uniti | Utah Jazz              | Long Beach State         |
| 46     | Richard Petruška (C) | Stati Uniti | Houston Rockets        | UCLA                     |
| 47     | Chris Whitney (PG)   | Stati Uniti | San Antonio Spurs      | Clemson                  |
| 48     | Kevin Thompson (C)   | Stati Uniti | Portland Trail Blazers | North Carolina State     |
| 49     | Mark Buford (C)      | Stati Uniti | Phoenix Suns           | Mississippi Valley State |
| 50     | Marcelo Nicola (PF)  | Argentina   | Houston Rockets        | Taugres (Spagna)         |
| 51     | Spencer Dunkley (C)  | Regno Unito | Indiana Pacers         | Delaware                 |
| 52     | Mike Peplowski (C)   | Stati Uniti | Sacramento Kings       | Michigan State           |
| 53     | Leonard White (F)    | Stati Uniti | Los Angeles Clippers   | Southern                 |
| 54     | Byron Wilson (SG/SF) | Stati Uniti | Phoenix Suns           | Utah                     |